# Magdalene (pigenavn)
 For alternative betydninger, se Magdalene. (Se også artikler, som begynder med Magdalene)
Magdalene er et pigenavn, der kommer fra det hebraiske bynavn Magdala, der betyder "tårnet". Varianter af navnet omfatter Magdalena, Magdaline, Madeleine (fransk version), Madeline, Madelaine og Madelene. Omkring 900 danskere bærer et af disse navne ifølge Danmarks Statistik. 
Navnene Malene og Magda er afledt af Magdalene.

## Kendte personer med navnet
- Maria Magdalene, en af Jesu ledsagere.
- Sofia Magdalena, svensk dronning.
- Madeleine, svensk prinsesse.
- Madeleine Albright, amerikansk politiker.
- Magdalena Carmen Frieda Kahlo y Calderon, mexicansk maler, bedre kendt som Frida Kahlo.
- Magdalena Eriksson, svensk fodboldspiller.
- Madeline Kahn, amerikansk skuespiller.
- Magdalena Kožená, tjekkisk operasanger.
- Madelaine Petsch, amerikansk skuespiller

## Navnet anvendt i fiktion
- Magdelone (en praktisk taget uddød variant) er en person i Ludvig Holbergs skuespil, bl.a. i Den honette ambition.
- Maria Magdalene optræder i mange fiktionsværker, f.eks. 
  - Musicalen Jesus Christ Superstar.
  - Ifølge Maria Magdalene, roman af Marianne Fredriksson.
- Madeline Bray er en figur i Charles Dickens' roman Nicholas Nickleby.

## Andre anvendelser
- Madeline, Californien - by i Lassen County, Californien
- Marie Magdalene Sogn findes på  Djursland , og her findes også landsbyen Marie Magdalene.
- En madeleinekage er en småkage, der bages i specielle såkaldte madeleineformer. Kagen kendes fra indledningen af Marcel Prousts På sporet af den tabte tid.